# Cançó de la Croada
|  | No s'ha de confondre amb Cançó de croada. |

La Cançó de la Croada (en occità medieval Canso de la Crosada) és un poema manuscrit de 9.582 versos alexandrins escrit en occità entre 1212 i 1218. L'obra, que està escrita per dos autors diferents, narra els esdeveniments de la Croada albigesa, des de la crida del papa Innocenci III el 1208 fins que Lluís, futur de rei de França, es prepara per assetjar Tolosa el 1219.

## Els autors
- Guilhèm de Tudèla

És l'autor dels primers 2.772 versos, distribuïts en 131 laisses o cants. Aquest autor era un clergue vingut de Tudela (Navarra) i establert a Montalban. Home d'església i professor de teologia, la seva posició és favorable als croats, tot i que condemna els fets sagnants com el Setge de Besiers o el Setge de La Vaur. Cap al 1212, quan els francesos s'apoderen de Montalban, Guilhèm marxa a Bruniquel sobre l'Avairon, que es troba sota la sobirania del germà gran de Ramon VI de Tolosa, Balduí que s'ha passat al bàndol dels croats. La narració acaba bruscament el juliol de 1213.
- Anònim

És l'autor de la segona part de la Cançó, de 6810 versos distribuïts en 83 laisses. Aquest autor desconegut realitza una obra d'una qualitat poètica segura i sempre d'una gran puresa lingüística. Tot i que catòlic, a poc a poc es manifesta força anticlerical. És totalment en contra de la croada i defensa els valors de Prètz, Paratge i Convivència, valors de la societat occitana medieval. Conta amb enginy els episodis entre 1213 i 1218: Batalla de Muret, Concili del Laterà, setge i presa de Bèlcaire, revolta de Tolosa de Llenguadoc i Batalla de Basièja. És especialment important perquè una altra de les obres cabdals per entendre aquest període, la Historia Albigensis de Pere de Vaux-de-Cernay es fa més esquemàtica.
Hi ha hagut intents de desvetllar l'autèntica personalitat d'aquest autor anònim. S'ha formulat la hipòtesi que es podria tractar del trobador Peire Cardenal, a causa de les coïncidències intertextuals entre la Canço i la seva obra. Tanmateix autors com el lingüista alemany Karl Vossler no hi veuen una especial relació entre ambdós estils, ja que altres trobadors podrien assimilar-se amb l'estil de l'autor anònim de la segona part de la Cançó de la croada, com ara Raimbaud de Vaqueiras.

## Història del manuscrit
La Cançó de la croada ens ha arribat gràcies a una còpia manuscrita única escrita pels volts de 1275 a la regió de Tolosa. A continuació teniu un resum de la història del manuscrit:
- El 1337 el manuscrit forma part dels béns d'un carcinenc.
- Potser hauria pertangut al Cardenal Mazzarino.
- Fou comprat per Pierre Paul Bombarde de Beaulieu, conseller de Lluís XV de França.
- Fou retrobat dins la biblioteca del Duc de la Valière.
- El 1780 serà comprat per la biblioteca del Rei de França.
- Passarà a la biblioteca nacional francesa.
- Serà publicat el 1837 per Claude Fauriel, professor de la universitat de la Sorbona de París.

La còpia manuscrita es conserva avui a la Biblioteca Nacional de París amb el codi número 25425.

## Extracte

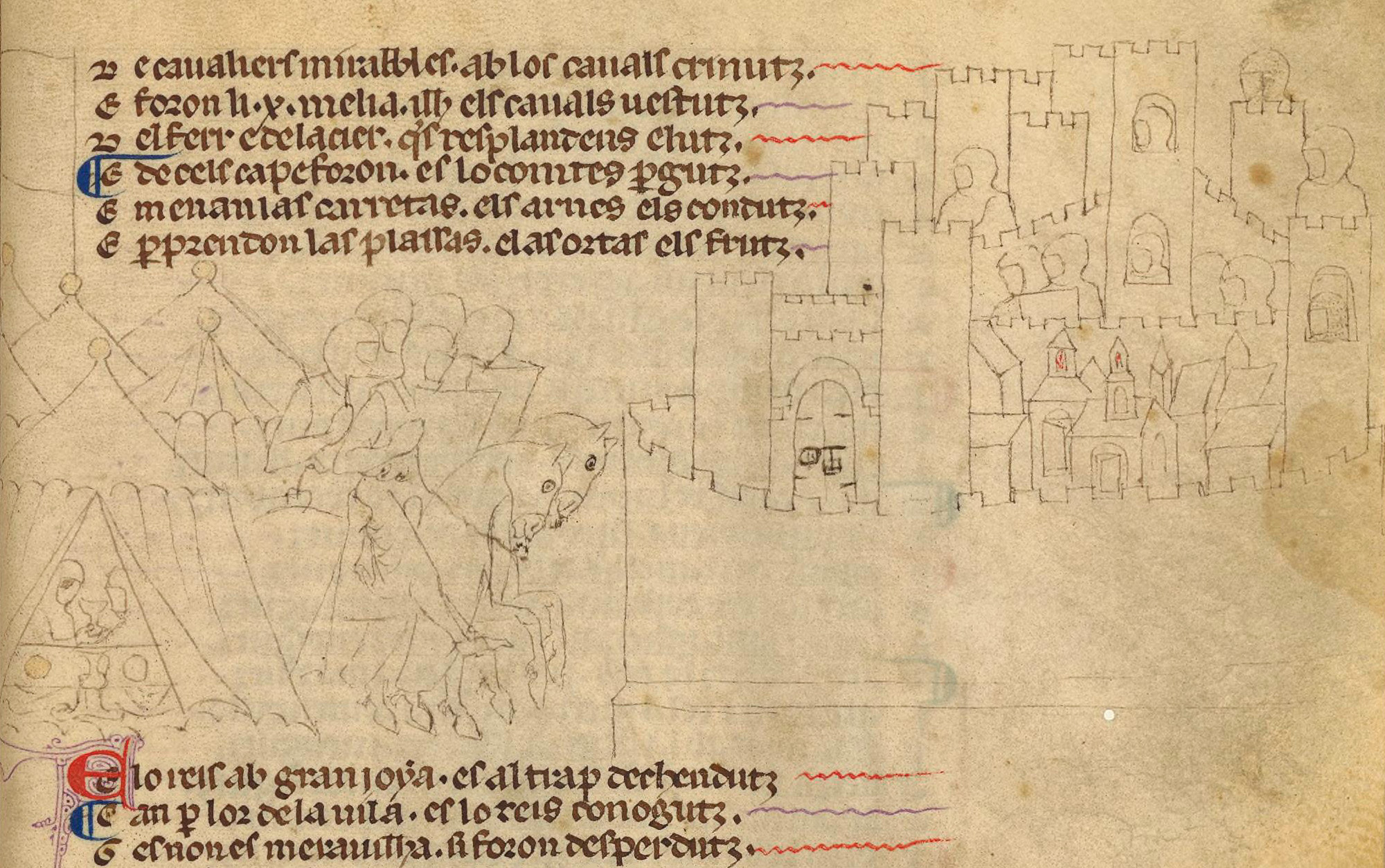
Pàgina del manuscrit que narra i representa gràficament la presa de Marmanda per les tropes del rei de França

Heus aquí un extracte que conta la mort del de Pere el Catòlic durant la batalla de Muret:
[140]
El bos reis d'Arago, cant les ag perceubutz
Ab petits companhos es valor atendutz
E l'ome de Tolosa i son tuit correguz
Que anc ni coms ni reis non fon de ren creutz
E anc no saubon mot trols fances son vengutz
E van trastuit en la on fol reis conogutz
E el escrida "Eu sol reis!" mas no i es entendutz
E fo si malament e nafratz e ferutz
Que per meja la terra s'es lo sancs espandutz
E loras cazec mortz aqui tot estendutz
E l'autri, cant o viro, tenos per deceubutz.
[...]
[141]
Molt fo gran lo damnatge, e'l dol, e'l perdiment
Cant lo rei d'Aragon remas mort e sagnens,
E molt d'autres baros, don fo gran l'aunimens'
A tot lo crestianesme e a trastotas gens.

### Edicions i traduccions
- de Tudèle, Guillaume; Meyer, Paul. La chanson de la croisade contre les Albigeois (en francès i occità).  Renouard, 1875.
- Martin-Chabot, Eugène, ed. and tr. 1931–1961. La chanson de la croisade albigeoise. Paris: Les Belles Lettres.
- Gougaud, Henri, tr. 1992. Chanson de la croisade albigeoise. Paris: Livre de Poche.
- Shirley, Janet, tr. 1996. The Song of the Cathar Wars: A History of the Albigensian Crusade. Ashgate Publishing.
- Martines, V.; Ensenyat, G, tr. 2003. Cançó de la croada contra els Albigesos.  Barcelona: Proa, 2003, p. 435. ISBN 978-84-8437-548-7.

### Estudis
- Guibal, G. Le poème de la Croisade contre les albigeois ou l'épopée nationale de la France du sud (tesi) (en francès).  Tolosa de Llenguadoc: Universitat de París, 1863.
- Guida, Saverio «L'autore della seconda parte della Canso de la crotzada» (en italià). Cultura Neolatina, LXIII, 2003, pàg. 255–282.
- d'Heur, Jean-Marie «Notes sur l'histoire du manuscrit de la « Chanson de la Croisade albigeoise » et sur quelques copies modernes» (en francès). Annales de Midi, vol. 84, n. 114, 1973, pàg. 443-450.
- Linden, Paul «Alain de Roucy et la voix anonyme de la Chanson de la croisade albigeoise» (en francès). French Forum, vol. 32, Núm. 1–2, 2007-2008.
- Meyer, Paul «Recherches sur les auteurs de la chanson de la croisade albigeoise» (en francès). Bibliothèque de l'École des Chartes, 26, 1865, pàg. 401-422.
- Raynouard, François Juste Marie. Lexique roman ou dictionnaire de la langue des troubadours (en francès).  París: Chez Silvestre, 1844. «6 volums»
- Sinclaire, Finn E. «La Chanson de la croisade albigeoise comme forge d'une histoire mythique» (en francès). Revue des Langues Romanes, v. CXXI, núm. 1, 2017, pàg. 159-178.